# 흐라보베

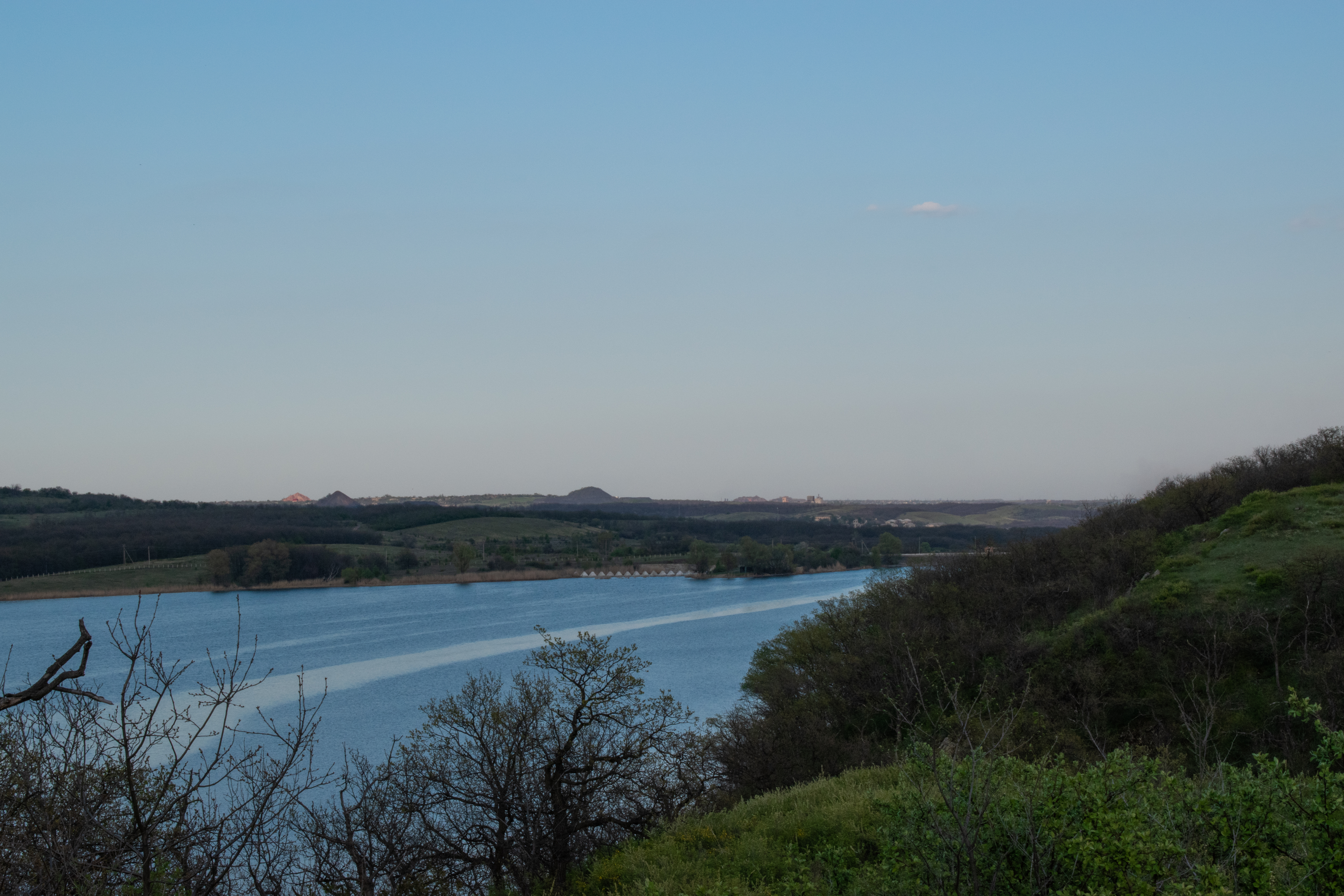

흐라보베(우크라이나어: Грабове, 러시아어: Грабово 그라보보[*])는 우크라이나 도네츠크주의 마을로 면적은 8.56km2, 높이는 190m, 인구는 1,000명(2001년 기준), 인구 밀도는 120명/km2이다.
도네츠크 주와 루한스크주 간의 경계선에 위치한다. 돈바스 전쟁이 진행 중이던 2014년 7월 17일에 이 곳을 장악하고 있던 친러시아 반군이 말레이시아 항공 17편을 격추시키면서 비행기에 탑승하고 있던 승객 및 승무원 298명이 사망한 사건이 벌어진 곳이다.